# Seznam švedskih ekonomistov
Seznam švedskih ekonomistov.

## A
- Anders Åslund

## B
- Erik Berglöf
- Mårten Blix

## C
- Gustav Cassel

## E
- Fredrik Erixon

## F
- Richard Friberg

## H
- Dag Hammarskjöld

## L
- Erik Lundberg

## M
- Gunnar Myrdal (tudi sociolog)

## N
- Kjell Anders Nordström

## O
- Bertil Ohlin

## W
- Knut Wicksell